# Hillier (jezero)
Hillier je slano jezero na otoku Middle Island u otočju Recherche, u Zapadnoj Australiji, znamenito zbog svoje ružičaste boje.
Prvi zapis o ružičastom jezeru na Middle Islandu potječe iz 1802. Britanski pomorac i hidrograf Matthew Flinders usidrio se kod otoka na svom putu za Sydney. Tijekom 19. stoljeća otok Middle su nastanjivali lovci na tuljane i kitove. Početkom 20. stoljeća na dijelu jezera napravljena je solana, koja je ubrzo napuštena.
Ni danas nije točno poznato čemu jezero Hillier duguje svoju jedinstvenu ružičastu boju. Godine 1950. skupina znanstvenika istraživala je uzroke boje jezera, no uzorci jezerske vode nisu sadržavali tragove algi, koje inače najčešće daju boju vodi.
Jezero, okruženo šumom eukaliptusa i čajevca, od oceana dijeli usko područje pješčanih dina.